# Ictalurus punctatus
Ictalurus punctatus (Rafinesque, 1818), noto anche come pesce gatto punteggiato, channel, pesce gatto maculato o pesce gatto americano, è una specie di pesce osseo d'acqua dolce appartenente alla famiglia degli Ictaluridi e all'ordine dei Siluriformi. Si tratta di una specie originaria della parte orientale del Nord America che è stata estesamente introdotta in numerosi paesi a clima tropicale o temperato caldo in tutti i continenti abitati, quasi sempre con gravi conseguenze sull'ittiofauna locale. In Europa ha formato popolazioni stabili principalmente nella parte meridionale del continente dove ha mostrato una grave invasività soprattutto in Spagna, Portogallo e Italia. Nell'areale originario ha una grande importanza per la pesca e l'acquacoltura grazie alle carni considerate di ottima qualità.

## Descrizione

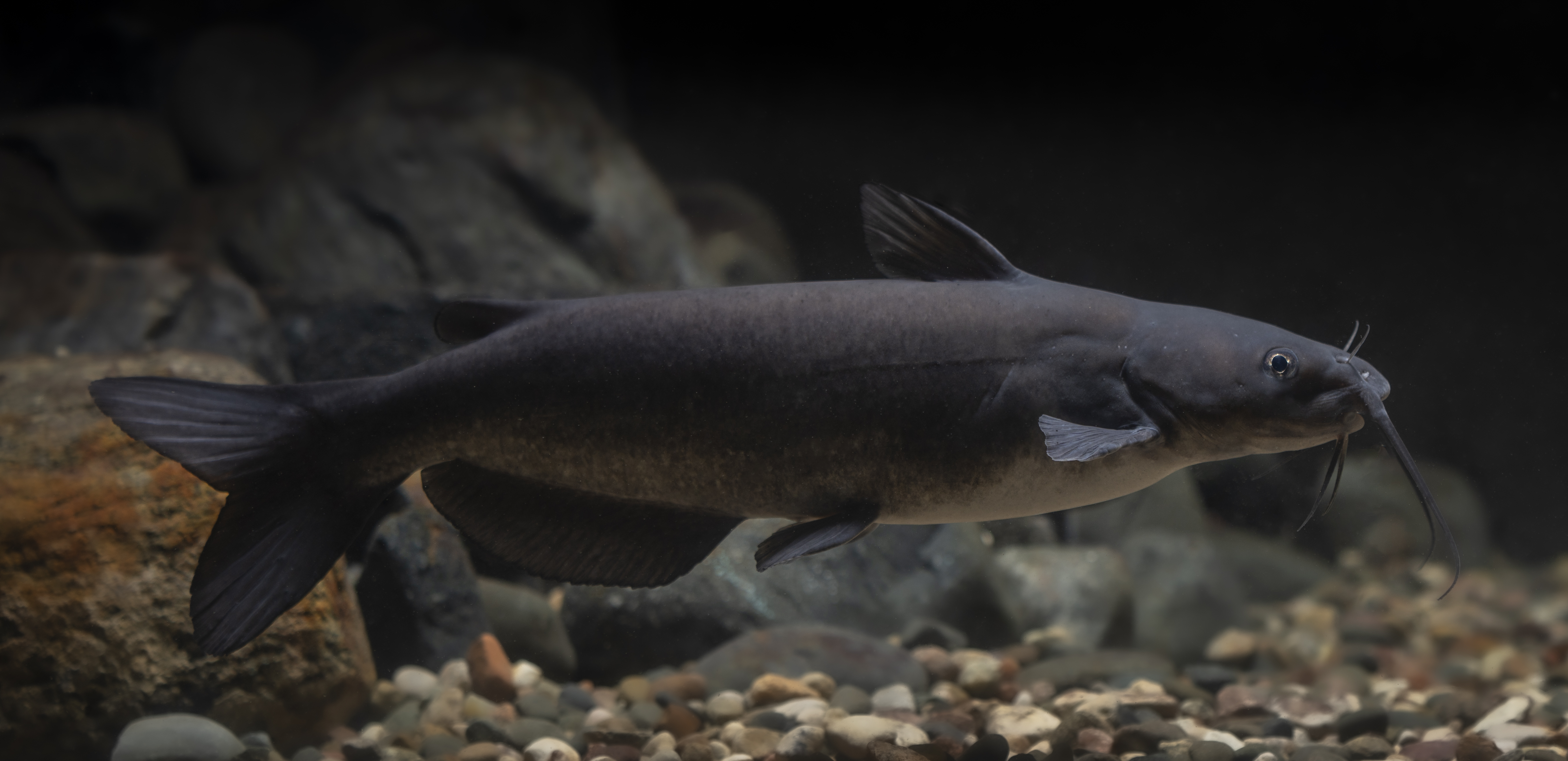
Individuo adulto

L'aspetto generale è simile al pesce gatto nero e agli altri membri del genere Ameiurus, con corpo non troppo slanciato, grande testa appiattita dorsalmente e bocca ampia. Attorno alla bocca sono presenti quattro paia di barbigli. Le differenze tra le due specie sono evidenti soprattutto nella regione della testa, che ha occhi più grandi, bocca più piccola e in posizione leggermente inferiore nell'I. punctatus, mentre nel pesce gatto comune è invece ampia e frontale. Inoltre la pinna caudale è nettamente forcuta mentre in Ameiurus è troncata. Differenze evidenti sono anche la colorazione e le dimensioni, molto più grandi in I. punctatus. Le pinne hanno solo raggi molli, tranne i primi raggi della pinna dorsale e delle pinne pettorali che sono ossificati, rigidi e pungenti. Le pinne pettorali presentano vistose seghettature sul lato interno; questi raggi sono connessi a ghiandole velenifere. Le pinne dorsali sono due: è infatti presente una piccola pinna adiposa posteriormente alla dorsale principale. La pinna anale ha margine arrotondato e conta da 24 a 29 raggi. I barbigli sono otto, il paio più lungo è situato all'angolo della bocca, un paio molto corto sul muso vicino alle narici e due paia piuttosto corte sul mento.
La colorazione degli adulti va da grigia a olivastra o talvolta bluastra, sempre con riflessi argentati. La livrea è più scura sul dorso e chiara o biancastra sul ventre. La colorazione può essere più o meno scura in base all'individuo o all'ambiente. I grandi maschi spesso sono particolarmente scuri. I giovani sono uniformemente grigio argentei con un numero variabile di punti neri di forma rotonda disposti irregolarmente sul corpo che danno il nome comune alla specie. Questa punteggiatura compare a una lunghezza di qualche centimetro e scompare dagli adulti. I barbigli della mascella inferiore sono scuri, quelli della superiore tendono ad essere chiari alla base e scuri all'estremità.
La taglia massima nota nell'areale naturale è di 132 cm per oltre 26 kg. In Europa (Italia) sono stati catturati individui fino a 12–13 kg. La taglia media è inferiore attestandosi intorno ai 57 cm.

## Distribuzione e habitat

### Areale nativo
È originario della parte orientale del Nordamerica dai Grandi Laghi e il Canada meridionale alla Florida e al golfo del Messico fino al Messico nordorientale compreso l'intero bacino del Mississippi/Missouri e a ovest fino alle Montagne Rocciose. L'estensione naturale del suo areale non è nota con certezza data l'importanza commerciale e alimentare che questa specie riveste e le numerose e non ricostruibili traslocazioni avvenute nel corso dei secoli. Pare che lungo la costa atlantica la distribuzione naturale accertata giunga almeno al fiume Susquehanna. Nell'entroterra il limite settentrionale dell'areale accertato giunge ai bacini del San Lorenzo e dell'Ottawa compresi, ai Grandi Laghi (eccettuato il lago Superiore) e a piccole parti dello stato canadese del Manitoba.

### Specie introdotta

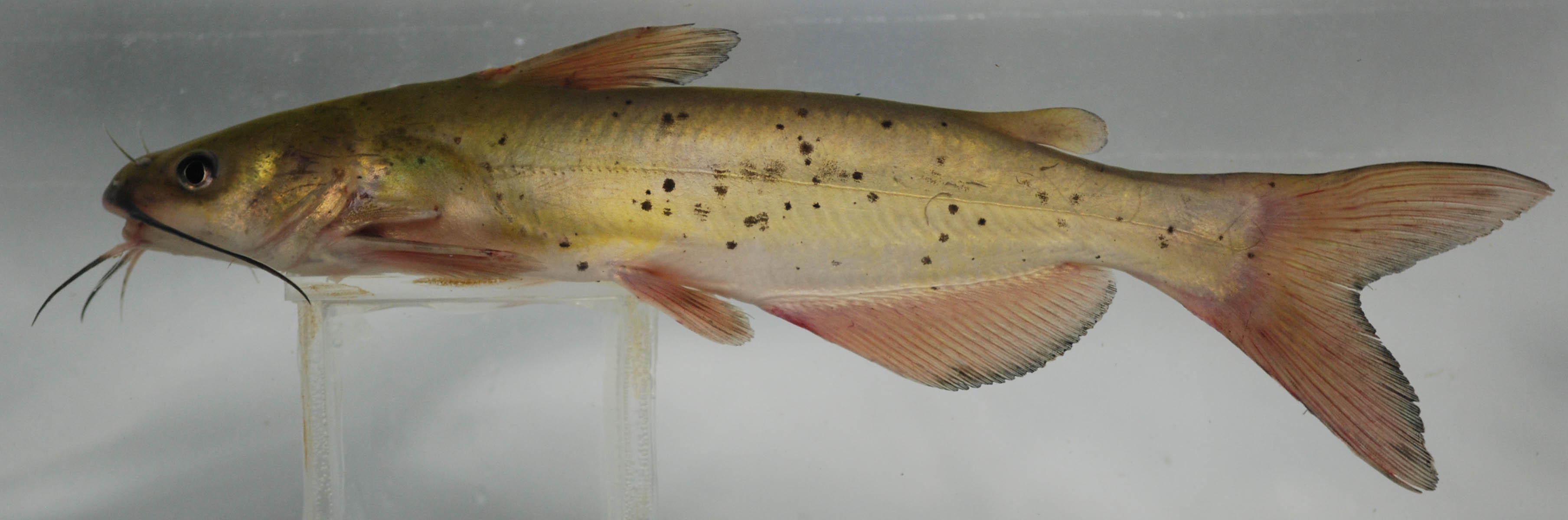
Individuo giovanile dalla caratteristica livrea punteggiata

Si tratta di una delle specie di pesci d'acqua dolce più estesamente introdotta a livello globale e una tra quelle il cui areale si sta espandendo più rapidamente. Caratteristiche come l'abbondante reclutamento di giovani e la tolleranza a un ampio range per diversi fattori ambientali come temperatura e salinità facilitano la diffusione della specie in ambienti diversi e vari. Popolazioni di origine antropica sono presenti sia negli USA occidentali e nelle Hawaii sia nel resto del mondo. Risulta introdotto in Africa, Asia, America centrale (comprese le isole caraibiche), America meridionale, Oceania ed Europa spesso manifestando grave invasività.

#### In Europa
In Europa risulta più comunemente naturalizzata o invasiva nella parte meridionale del continente mentre nelle regioni più fredde non riesce a stabilirsi. In Polonia e Bielorussia, ad esempio, esistono popolazioni riproduttive in corpi d'acqua riscaldati artificialmente ma non nei fiumi a temperatura naturale che da essi si originano. I. punctatus non risulta acclimatato neanche in Irlanda. Il pesce gatto punteggiato non risulta inserito nelle checklist nazionali delle specie ittiche aliene della Germania, della Svizzera e della Francia. In altri Paesi dell'Europa centro-orientale la specie risulta acclimatata ma le segnalazioni nella letteratura scientifica sono sporadiche e senza alcun accenno all’invasività, quindi presumibilmente le popolazioni in natura non sono in grado di raggiungere alte densità. Questo è il caso della Repubblica Ceca, dell'Ungheria e della Romania. In generale il pesce gatto punteggiato non sembra essere presente né nel Danubio né nel suo vastissimo bacino idrografico. Fu introdotto nell'ex Unione Sovietica per scopi di piscicoltura ma è riuscito a stabilirsi solo in parti dei bacini di Don e Kuban', nelle regioni meridionali mentre, ad esempio, non si è diffuso se non molto localmente in Siberia o nel Caucaso. In Ucraina la specie è rara ma sembra che le popolazioni stiano avendo una moderata espansione. 

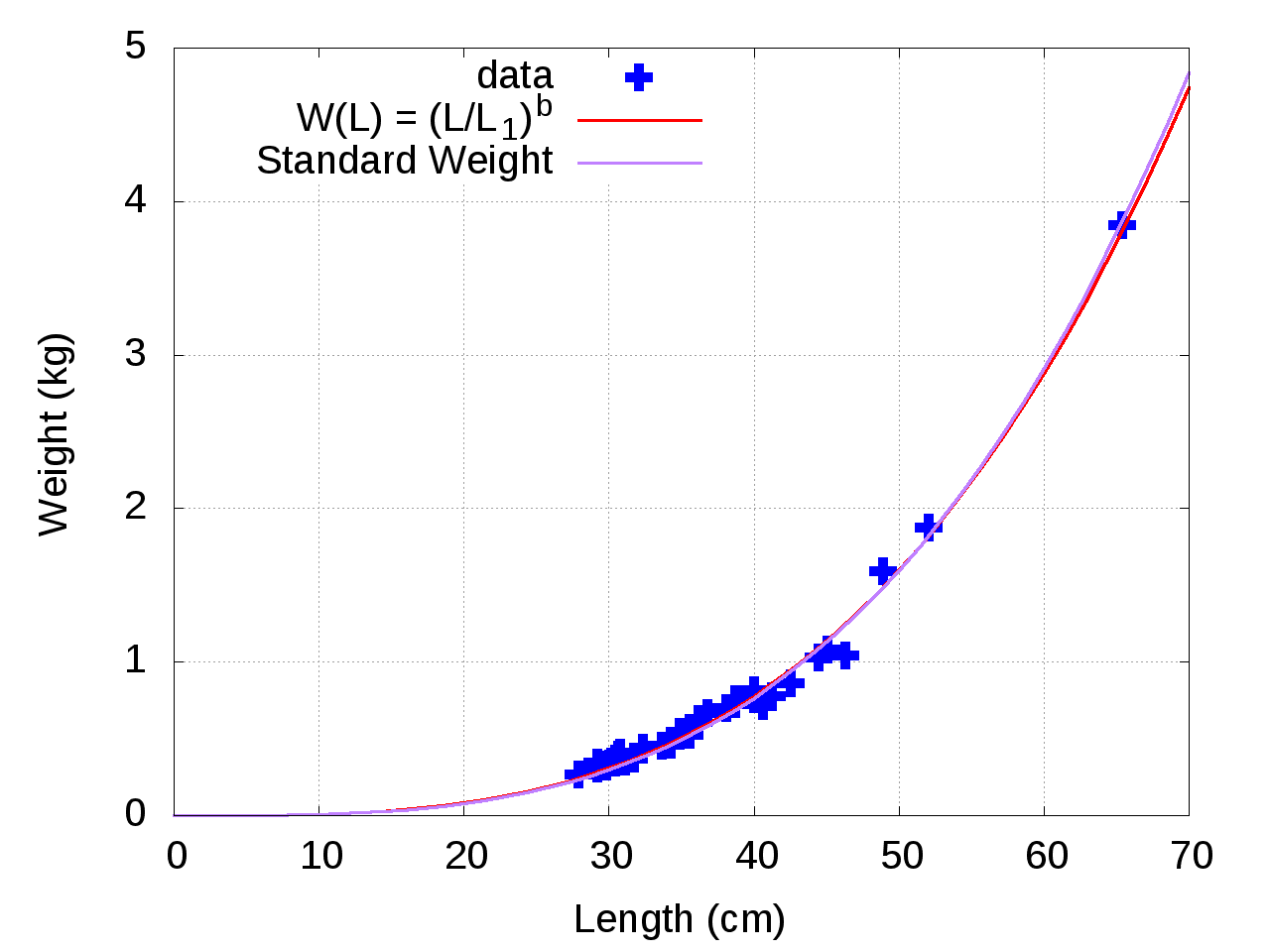
Grafico peso-lunghezza per il pesce gatto maculato: b = 3,2293 e L_1 = 45,23 cm

Come già anticipato le regioni europee dove la specie in oggetto ha trovato condizioni ideali alla naturalizzazione e all'invasività sono quelle meridionali a clima mediterraneo. In particolare l'Italia è il Paese europeo dove la diffusione di I. punctatus è maggiore, seguita da Portogallo e Spagna. Al contrario, altri paesi meridionali d'Europa dal clima simile non ospitano popolazioni; è il caso della Slovenia, della Croazia e della Grecia.

##### In Italia
In Italia è stato introdotto nel 1976 per scopi itticolturali ma è stato trovato per la prima volta in acque libere solo nel 1986 nel fiume Oglio in Lombardia. La successiva diffusione della specie è stata rapida probabilmente favorita anche da liberazioni illegali di individui da parte di pescatori sportivi. Risulta gravemente invasiva nei corsi d'acqua della pianura Padana e della Toscana. Nell'Italia settentrionale sembra essere naturalizzato almeno nei bacini del Po e del Piave. Nelle acque toscane la presenza è nota dai primi anni 2000 in cui fu segnalata nell'Ombrone, fiume nel quale la specie ha popolazioni abbondantissime tanto da risultare la specie più rappresentata in termini di biomassa. Nell'Arno la sua presenza data forse ancora a qualche anno prima, sembra che sia stato introdotto dapprima nel basso corso in provincia di Pisa e che da lì si sia diffuso autonomamente verso monte fino a occupare gran parte del bacino.

##### In Portogallo
Il pesce gatto americano è stato rilevato nel 2016 per la prima volta in acque portoghesi, nel fiume Guadiana, nel quale però sembra che fosse diffuso già da anni e che sia stato volontariamente introdotto in almeno 4 diverse occasioni. Al 2019 la specie risultava stabilizzata e invasiva in questo bacino.

##### In Spagna
I. punctatus è segnalato in Spagna come invasivo fin dal 2010 ma presumibilmente la prima introduzione risale al 1995 circa quando fu introdotto per ragioni legate all'itticoltura. La Lista Rossa dei pesci continentali della Spagna riporta questa specie come invasiva nel fiume Ebro già nel 2001.

#### In Asia

##### In Cina
I. punctatus è segnalato come naturalizzato in Cina dove è stato introdotto per l'acquacoltura, non sono disponibili però altre notizie sullo stato di queste popolazioni introdotte.

##### In Giappone
I. punctatus è stato introdotto in Giappone dove si è ampiamente naturalizzato a causa delle condizioni ambientali e climatiche simili a quelle delle regioni di origine e dell'assenza di predatori in grado di nutrirsene. In Giappone si nutre prevalentemente di pesci come ghiozzi e ciprinidi (soprattutto Pseudorasbora parva), di gamberi e ditteri Chironomidae che cattura di notte nei pressi dei canneti. Tra le specie predate dal pesce gatto maculato risultano alcune di notevole importanza economica, sembra comunque che il maggior impatto sugli stock di specie sfruttate commercialmente sia la competizione alimentare più che la predazione diretta.

##### In Iran
Il pesce gatto punteggiato è riportato come specie invasiva nella parte dell'Iran tributaria del mar Caspio.

#### In Oceania

##### In Nuova Zelanda
La proposta, effettuata nel 1994, di aprire impianti di itticoltura di I. punctatus in Nuova Zelanda è stata bocciata dal governo per il rischio di invasione del Paese da parte di questa specie e dei danni ecosistemici che avrebbe verosimilmente provocato alla fauna nativa.

#### In Nordamerica

##### In Messico
I. punctatus è autoctono di alcune aree del versante atlantico del Nord del Paese ma risulta introdotto e acclimatato in tutto il Centro-nord del Messico.

##### Negli Stati Uniti
Il pesce gatto punteggiato è stato introdotto ampiamente negli Stati Uniti occidentali dove non è autoctono: l'introduzione in Arizona data al 1973, in California al 1891, in Idaho al 1893 e in Oregon e Washington al 1896. In alcuni bacini ha assunto un carattere di invasività e danneggiato l'ittiofauna nativa; ad esempio nel fiume San Juan nel Nuovo Messico sono state condotte iniziative di eradicazione della specie a causa dei danni ecosistemici da essa prodotti. Negli stati del medio Atlantico, soprattutto la baia di Chesapeake, dove la specie è aliena anche se introdotta da secoli, è stata sperimentata la possibilità di ridurne le popolazioni attraverso strategie di marketing per far apprezzare alla popolazione le qualità delle carni e invitarla al consumo grazie anche al prezzo inferiore a quello di altre specie ittiche.

### Habitat

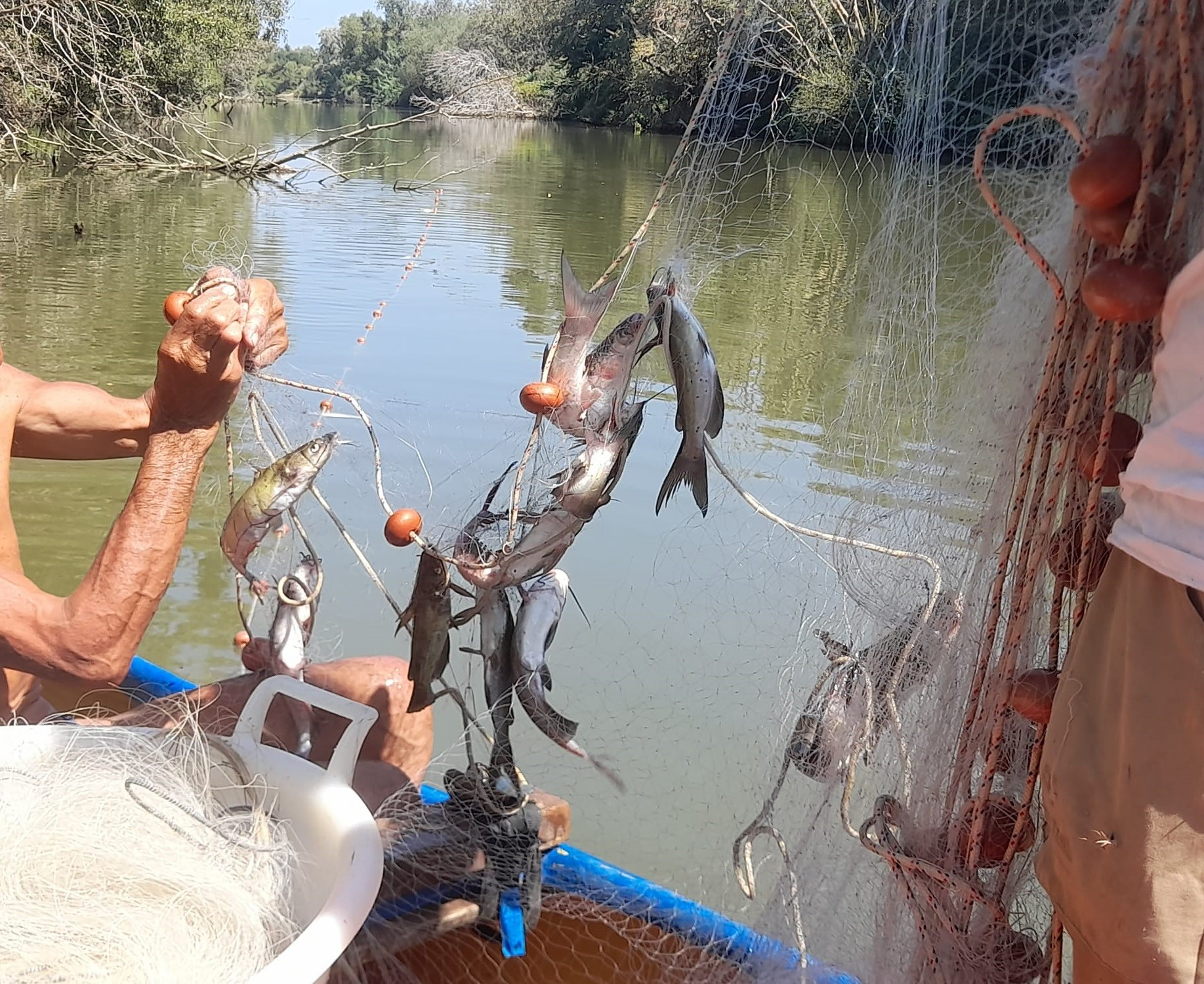
Abbondante cattura di I. punctatus nel fiume Ombrone

É una specie tipica di ambienti fluviali, anche a corrente abbastanza forte, si trova soprattutto in zone con fondali sabbiosi o sassosi. Meno comuni sono le popolazioni in laghi e stagni. Si tratta di una specie poco esigente a livello ambientale e di qualità dell'acqua, è infatti moderatamente eurialino e si può incontrare in acque debolmente salmastre fino a salinità dell'1,1%. Può tollerare inoltre livelli piuttosto alti di inquinamento sebbene preferisca acque abbastanza ossigenate. È una specie di acque tiepide, è infatti in grado di tollerare una temperatura dell'acqua compresa tra 0 e 38 °C ma il range di temperatura ideale va da 24 a 30 °C. I giovani preferiscono acque a corrente veloce anche di giorno mentre gli adulti le raggiungono la notte rifugiandosi durante le ore di luce in pozze profonde o in ripari di vario tipo.

## Biologia
Sembra possa vivere fino a 24 anni.

### Comportamento
Notturno, resta nascosto durante il giorno per uscire al tramonto o quando l'acqua è torbida per raggiungere tratti a corrente più vivace. I giovanili sono gregari e formano aggregazioni mentre gli adulti sono solitari.

### Alimentazione
Specie onnivora e opportunista si nutre di pesci, invertebrati acquatici e terrestri come crostacei, molluschi e insetti nonché di alghe e materiale vegetale. Con l'aumentare delle dimensioni assume una dieta più carnivora e nei grandi adulti la dieta è quasi esclusivamente costituita da pesci. L'attività alimentare avviene prevalentemente di notte. Uno studio condotto in Italia (fiume Arno) ha mostrato come l'alimentazione comprenda pesci, crostacei decapodi e anfipodi, girini di anfibi, molluschi bivalvi e gasteropodi, insetti di vari ordini, materiali vegetali e detriti. Le prede più comuni dei giovani sono il pesce Pseudorasbora parva e i coleotteri mentre gli adulti predano maggiormente P. parva e gamberi della Louisiana. Un altro studio portato avanti sempre nell'Arno ha riscontrato nella dieta anche giovani uccelli, ratti e perfino tartarughe acquatiche. È comune il cannibalismo da parte dei grandi adulti su individui giovanili.

### Riproduzione
La riproduzione avviene in maggio giugno in America mentre in Europa spesso fino all'estate. Il maschio costruisce un nido costituito da una buca poco profonda nel fondale dove la femmina deporrà le uova che verranno sorvegliate e ossigenate con movimenti delle pinne dal maschio fino alla schiusa che avverrà 5-10 giorni dopo. La femmina può deporre fino a 7 000-8 000 uova per chilo di peso, potendo raggiungere anche le 20 000 unità. Per la costruzione del nido vengono preferiti ambienti riparati come buche sulle pareti di falesie o sotto tronchi oppure rifiuti umani. Viene riportata un'età di 5/8 anni per la maturità sessuale, che tuttavia sembra sia invece regolarmente raggiunta entro i 3 anni.

### Veleno
Come in tutti gli ictaluridi il primo raggio della pinna dorsale e delle pinne pettorali è rigido e acuminato, soprattutto nei giovani, la puntura è leggermente velenosa e causa dolore locale e infiammazione, spesso con sanguinamento copioso per la piccola entità della ferita.

### Predatori

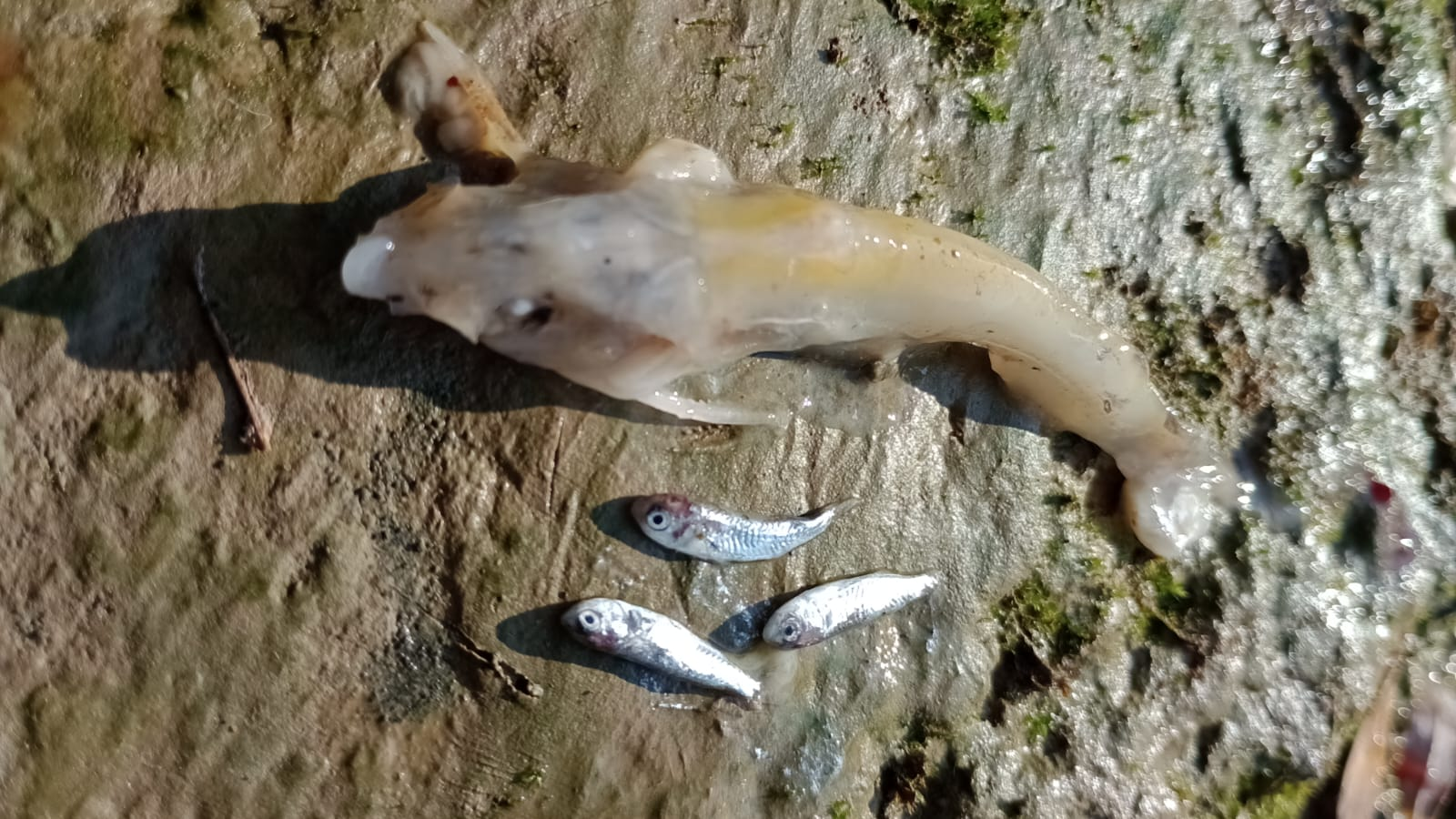
Individuo parzialmente digerito rinvenuto nello stomaco di una spigola catturata in un fiume toscano

Sono segnalati come predatori le lamprede, altri ictaluridi e ragni del genere Dolomedes.
Come principali predatori che causano danni negli allevamenti del Nordamerica sono riportati soprattutto gli uccelli come il cormorano dalla doppia cresta che è in assoluto la specie a cui sono attribuite le maggiori perdite. Seguono gli aironi, le garzette e i pellicani.

### Patogeni
I principali patogeni riscontrati negli allevamenti del Nord America sono virus, batteri (tra i quali Edwardsiella ictaluri, Flavobacterium columnare e varie specie di Aeromonas), funghi come Saprolegnia sp. e parassiti protozoi, myxozoi, trematodi e tenie.

## Conservazione
La specie ha un ampio areale in espansione, le popolazioni sono abbondanti e in incremento e, nonostante sia sottoposta a un intenso sforzo di pesca non mostra segni di rarefazione. Per questi motivi la Lista rossa IUCN la classifica come "a rischio minimo".

### Specie aliena

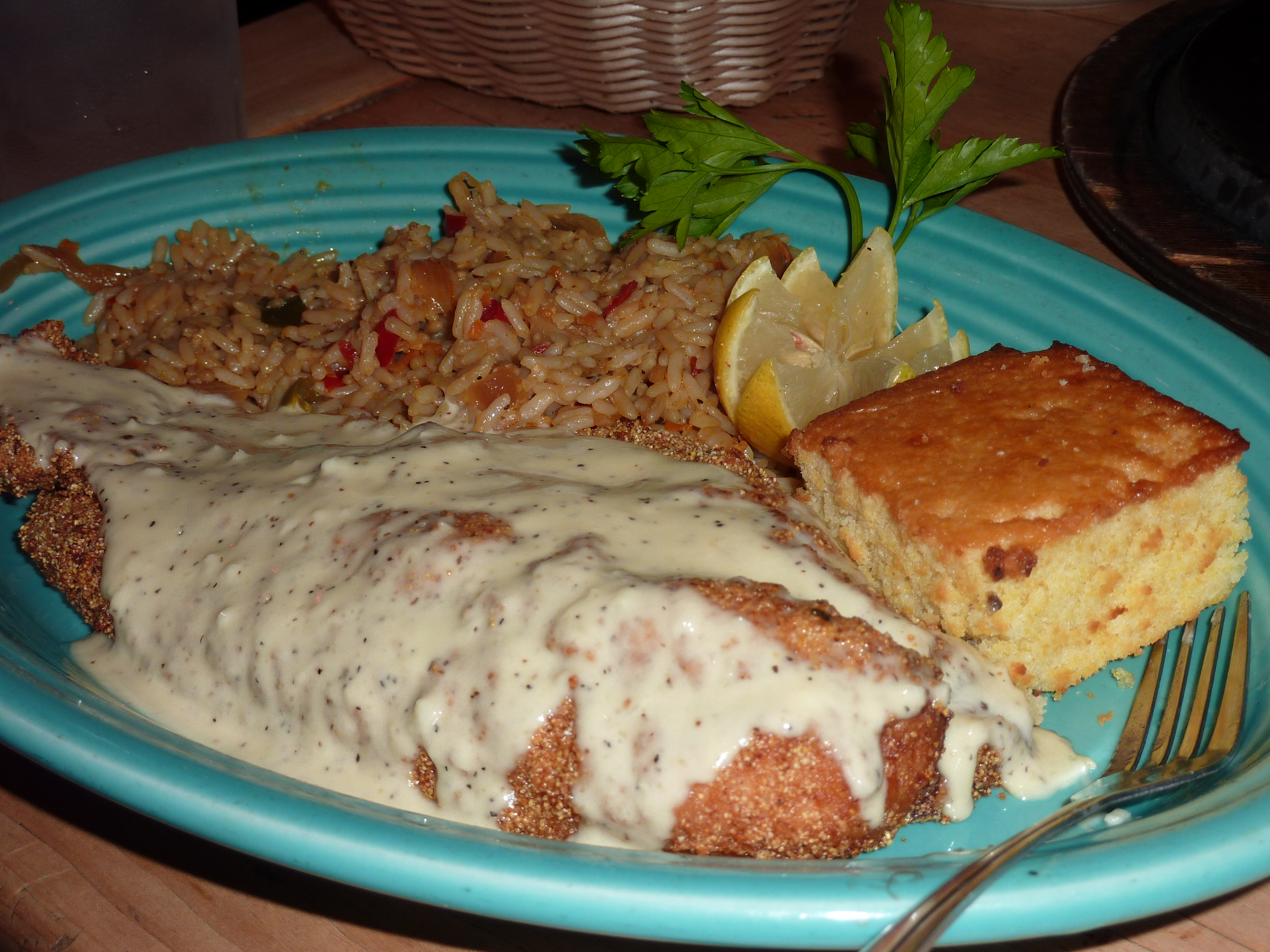
Pesce gatto fritto servito in un ristorante della Louisiana

La specie è predatrice e può seriamente danneggiare le popolazioni di pesci e di crostacei autoctone dei corsi idrici in cui viene immesso. Almeno in alcune situazioni il danno ecosistemico maggiore è causato dalla competizione alimentare con le specie autoctone più che alla predazione diretta. Può inoltre ibridarsi con specie autoctone di Ictalurus creando problemi di inquinamento genetico come avvenuto in Messico.

## Pesca e acquacoltura

### Pesca sportiva
Si cattura praticamente con ogni tecnica di pesca sia con esche naturali sia animali sia vegetali (anche grossolane come pezzi di carne o di fegato) che artificiali. Le carni, seppur leggermente inferiori a quelle degli Ameiurus, sono ottime e molto apprezzate per la scarsità di spine e per il buon sapore (che non presenta mai gusto di fango).

### Pesca professionale
In Europa il valore commerciale è scarso mentre così non è negli Stati Uniti dove viene pescato in grandi quantità e ha un ruolo di primo piano nell'acquacoltura dove è la specie più allevata in assoluto.

### Acquacoltura
I Paesi maggiori produttori di channel erano, secondo i dati del 2007, nell'ordine Stati Uniti, Cina, Messico, Brasile, Cuba, Costa Rica, Russia e Bulgaria con circa il 90% della produzione concentrata nel bacino del fiume Mississippi negli Stati Uniti. L'allevamento di questa specie risente positivamente delle temperature ambientale e si crede che con il riscaldamento globale la platea dei possibili Paesi nei quali è possibile l'itticoltura sia destinato ad ampliarsi.

Produzione globale da acquacoltura di pesce gatto punteggiato in migliaia di tonnellate dal 1960 al 2022, come riportato dalla FAO

L'ibrido tra I. punctatus e I. furcatus è spesso preferito alle specie parentali pure per l'allevamento in quanto mostra tassi di crescita più elevati e migliore resistenza alle malattie.
L'allevamento del pesce gatto punteggiato avviene generalmente in stagni all'aperto. Gli stagni di accrescimento sono prevalentemente dedicati al raggiungimento della taglia commerciale dei pesci. Molto spesso gli stessi stagni sono utilizzati anche per la riproduzione: in questo caso vi vengono disposti dei nidi artificiali per la deposizione delle uova. Le uova possono essere rimosse dallo stagno assieme ai nidi e fatte schiudere in altri piccoli specchi d'acqua dedicati oppure lasciate negli stagni dove sono state deposte, nel qual caso verranno rimossi gli adulti riproduttori per evitare fenomeni di cannibalismo. I giovanili così ottenuti possono essere destinati alla vendita in aziende che non ne producono in proprio o utilizzati per l'accrescimento nello stesso impianto. Storicamente i pesci gatto venivano fatti accrescere fino all'autunno del secondo anno di vita dopo di che lo stagno era svuotato e tutti i pesci erano catturati e destinati al commercio. Con questa tecnica però si poteva avere il prodotto fresco solo nella stagione autunnale e inoltre l'immissione di grandi quantità di pesce sul mercato provocava un abbassamento dei prezzi. Più di recente è stato sviluppato un sistema di allevamento a ciclo continuo nel quale vengono catturati più volte all'anno gli esemplari di taglia commerciabile che vengono rimpiazzati da giovanili di taglia abbastanza grande da evitare il cannibalismo. Più di rado l’allevamento avviene in grandi vasche all'aperto o al chiuso con acqua riscaldata a 26-30 °C per favorire l'accrescimento o in gabbie in fiumi o laghi.

#### Storia
I primi tentativi di allevamento di I. punctatus iniziarono negli Stati Uniti negli anni 70 dell'Ottocento da avannotti provenienti dal fiume Mississippi che furono introdotti in acque nelle quali la specie era naturalmente assente. Nei primi decenni del XX secolo si iniziò a riprodurre la specie in cattività con sempre maggiore efficienza nella produzione di giovanili vitali attraverso apparecchiature, introdotte nel 1929, per il movimento dell'acqua che simulano la corrente creata dal maschio con le pinne allo scopo di ossigenare le uova. Nonostante queste innovazioni la produzione in cattività di pesce gatto punteggiato non ebbe un reale valore economico fino alla fine degli anni 1950 quando miglioramenti nella progettazione degli ambienti, nella cura delle patologie e nella produzione di alimenti non furono sviluppati e adottati negli allevamenti.

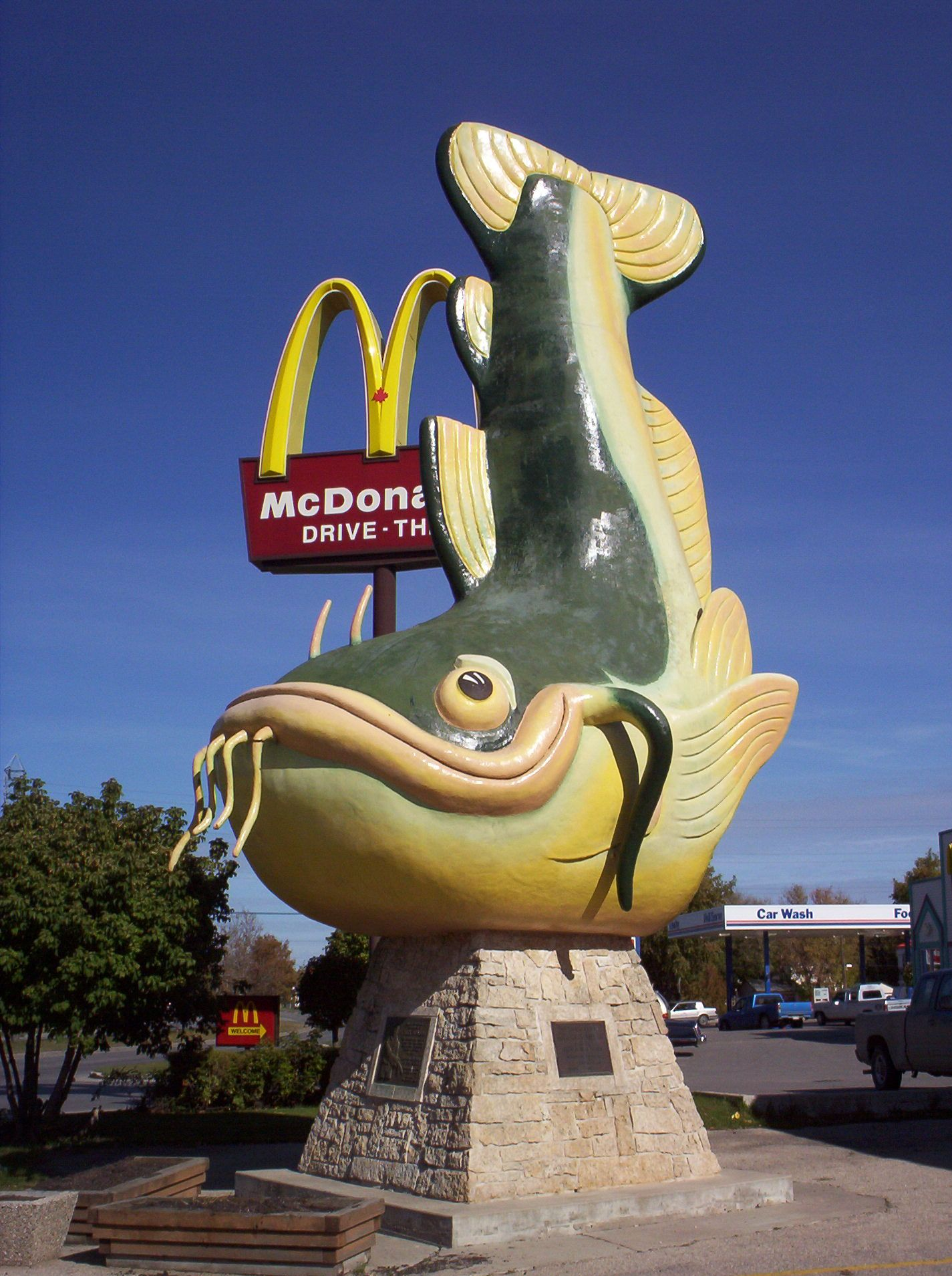
Chuck the Channel Catfish, monumento al pesce gatto a Selkirk (Manitoba, Canada)

#### Negli Stati Uniti
Il pesce gatto punteggiato è la specie ittica più allevata negli Stati Uniti d'America con una produzione di 153.428 tonnellate corrispondenti a circa il 30% della produzione itticolturale totale nel 2019. Nel 2023 lo stato che dedicava più spazio all'allevamento del pesce gatto era il Mississippi con il 57% del totale seguito dall'Alabama con il 29% e dall'Arkansas con il 5%. La specie, assieme a I. furcatus è oggetto di iniziative di marketing allo scopo di ampliare la platea di consumatori anche grazie al suo basso costo.

#### In Cina
La Cina è il secondo maggior produttore di I. punctatus d'allevamento, industria questa che è in notevole espansione.
I. punctatus è stato introdotto in Cina nel 1984 e il suo allevamento è iniziato alla fine degli anni '80. La produzione era concentrata in quegli anni nelle province di Hubei e Guangdong, ma si è rapidamente estesa ad altre 20 province anche grazie alle avanzate tecnologiche nel settore e alla crescente domanda del mercato interno e straniero (soprattutto statunitense). La produzione si è quindi indirizzata verso prodotti congelati, piuttosto che esemplari vivi, superando le 200 000 tonnellate negli anni 2000. Nel 2016 il governo cinese ha reso più restrittiva la sua politica riguardo all'acquacoltura, il che ha portato alla chiusura di numerose fattorie e alla messa al bando dell'allevamento in gabbia.

## Cucina
Il pesce gatto punteggiato, oltre a essere molto apprezzato e consumato come cibo, ha un ruolo culturale importante negli Stati Uniti meridionali, specie nelle comunità afroamericane dove, soprattutto se fritto, è considerato un soul food.

### Biologia generale
- (EN) Engle C. e Ganesh K., Ictalurus punctatus (channel catfish) (PDF), in CABI compendium datasheet, vol. 31, 2023,  pp. 1-31. URL consultato il 5 settembre 2024.
- Fortini N., Nuovo atlante dei pesci delle acque interne italiane, Aracne, 2016, ISBN 978-88-548-9494-5.
- (EN) Kottelat M e Freyhof J., Handbook of European Freshwater Fishes, Cornol (CH), Publications Kottelat, 2007, ISBN 978-2-8399-0298-4.
- Piazzini S., Favilli L. e Manganelli G., Atlante dei Pesci della provincia di Siena (PDF), n. 5, Siena, Sistema delle Riserve Naturali della Provincia di Siena Quaderni Naturalistici, 2016.
- Stefano Porcellotti, Pesci d'Italia, Ittiofauna delle acque dolci, Edizioni PLAN, 2005, ISBN 88-88719-14-8.

### Biologia speciale
- (EN) Adams S.B., Direct and Indirect Effects of Channel Catfish (Ictalurus punctatus) on Native Crayfishes (Cambaridae) in Experimental Tanks (PDF), in The American midland naturalist, vol. 58, n. 1, 2007,  pp. 85-96, DOI:10.1674/0003-0031(2007)158[85:DAIEOC]2.0.CO;2. URL consultato il 1º ottobre 2024.
- (JA) Endo T., Kaneko S., Igari K., Kanou K., Nakazato R., Kamei R., Usui S. e Hyakunari W., Feeding characteristics of the channel catfish Ictalurus punctatus in the littoral zone of Lake Kitaura, Ibaraki Prefecture, Japan (abstract), in Aquaculture Science, vol. 63, n. 1, 2015,  pp. 49-58, DOI:10.11233/aquaculturesci.63.49. URL consultato il 3 ottobre 2024.
- (EN) Gutiérrez-Barragán A., García-De León F.J., Varela-Romero A., Ballesteros-Córdova C.A., Grijalva-Chon J.M. e De la Re-Vega E., Evidence of hybridization between Yaqui catfish Ictalurus pricei (Rutter, 1896) and channel catfish Ictalurus punctatus (Rafinesque, 1818) in north-west México revealed by analysis of mitochondrial and nuclear genes, in Aquatic Conservation: Marine and Freshwater Ecosystems, vol. 31, n. 11, 2021,  pp. 3334-3341, DOI:10.1002/aqc.3709. URL consultato il 1º ottobre 2024.
- (EN) Phillip J. Haubrock, Martina Azzini, Ivan Fribbi, Alberto F. Inghilesi e Elena Tricarico, Opportunistic alien catfish: unexpected findings in the diet of the alien species Ictalurus punctatus in Central Italy, in Fisheries & Aquatic Life, vol. 26, 10 dicembre 2018,  pp. 239-242, DOI:10.2478/aopf-2018-0027. URL consultato il 29 marzo 2024.
- (EN) Haubrock P.J., Balzani P., Johovic I., Inghilesi A.F., Nocita A. e Tricarico E., The diet of the alien channel catfish Ictalurus punctatus in the River Arno (Central Italy), in Aquatic Invasions, vol. 13, n. 4, 2018,  pp. 575-585, DOI:10.3391/ai.2018.13.4.14. URL consultato il 14 settembre 2024.
- (EN) Haubrock P.J., Fribbi I., Balzani P., Johovic I., Shin-Ichiro Matsuzaki S., Inghilesi A. F., Nocita A., Copp G. e Tricarico E., The invasive potential and ecology of alien channel catfish Ictalurus punctatus in the Arno River, Italy (PDF), in Assessing the impacts of aquatic invasive species in freshwater ecosystems, vol. 159, 2018,  pp. 159-185. URL consultato il 16 settembre 2024.
- (EN) Haubrock P.J., Fribbi I., Balzani P., Johovic I., Baker N.J., Inghilesi A. F., Tricarico E. e Nocita A., Age determination in the channel catfish Ictalurus punctatus using pectoral spines: a technical report (PDF), in Fishes in Mediterranean environments, vol. 2018.003, 2018,  pp. 1-13, DOI:10.29094/FiSHMED.2018.003. URL consultato il 16 settembre 2024.
- (EN) Phillip J. Haubrock, Gordon H. Copp, Iva Johović, Paride Balzani, Alberto F. Inghilesi, Annamaria Nocita e Elena Tricarico, North American channel catfish, Ictalurus punctatus: a neglected but potentially invasive freshwater fish species?, in Biological Invasions, vol. 23, n. 5, 12 febbraio 2021,  pp. 1563-1576, DOI:10.1007/s10530-021-02459-x. URL consultato il 29 marzo 2024.
- (EN) Ligas A., Population dynamics of the channel catfish, Ictalurus punctatus (Rafinesque, 1818), in the Ombrone river (Tuscany, Italy) (PDF), in Atti Soc. tosc. Sci. nat., Mem., Serie B, vol. 114, 2007,  pp. 57-62. URL consultato il 29 marzo 2024.
- (EN) Matsuzaki S.S., Takamura N., Arayama K., Tominaga A., Iwasaki J. e Washitani I., Potential impacts of non‐native channel catfish on commercially important species in a Japanese lake, as inferred from long‐term monitoring data (PDF), in Aquatic Conservation: Marine and Freshwater Ecosystems, vol. 21, n. 4, 2011,  pp. 348-357, DOI:10.1002/aqc.1198. URL consultato il 3 ottobre 2024.
- (EN) Townsend C.R. e Winterbourn M.J., Assessment of the environmental risk posed by an exotic fish: the proposed introduction of channel catfish (Ictalurus punctatus) to New Zealand (abstract), in Conservation Biology, vol. 6, n. 2, 1992,  pp. 273-282. URL consultato il 30 settembre 2024.
- (EN) Wywialowski A.P., Wildlife‐caused losses for producers of channel catfish Ictalurus punctatus in 1996, in Journal of the World Aquaculture Society, vol. 30, n. 4, 1999,  pp. 461-472, DOI:10.1111/j.1749-7345.1999.tb00994.x. URL consultato il 7 ottobre 2024.

### Diffusione
- (EN) Anastácio P.M., Ribeiro F., Capinha C., Banha F., Gama M., Filipe A. F., Rebelo R. e Sousa R., Non-native freshwater fauna in Portugal: A review (PDF), in Science of the Total Environment, vol. 650, 2019,  pp. 1923-1934, DOI:10.1016/j.scitotenv.2018.09.251. URL consultato il 10 settembre 2024.
- (EN) Banha F., Veríssimo A., Ribeiro F. e Anastácio P. M., Forensic reconstruction of Ictalurus punctatus invasion routes using on-line fishermen records (PDF), in Knowledge & Management of Aquatic Ecosystems, vol. 418, 2017,  p. 56, DOI:10.1051/kmae/2017045. URL consultato il 10 settembre 2024.
- (EN) Bódis E., Borza P., Potyó P., Puky I., Weiperth A. e Guti G., Invasive mollusc, crustacean, fish and reptile species along the Hungarian section of the River Danube and some connected waters, in Acta Zoologica Academiae Scientiarum Hungaricae, vol. 58, n. 1, 2012,  pp. 29-45. URL consultato il 9 settembre 2024.
- (ES) Doadrio I., Atlas y libro rojo de los peces continentales de España (PDF), Organismo Autónomo Parques Nacionales, 2001, ISBN 9788480143134.
- (EN) Drăgan O., Rozylowicz L., Ureche D., Falka I. e Cogălniceanu D., Invasive fish species in Romanian freshwater. A review of over 100 years of occurrence reports, in NeoBiota, vol. 94, 2024,  pp. 15-30, DOI:10.3897/neobiota.94.117313. URL consultato il 7 settembre 2024.
- (EN) Espinosa-Pérez H. e Ramírez M., Exotic and invasive fishes in Mexico (PDF), in Check List, vol. 11, n. 3, 2015,  pp. 1-13, DOI:10.15560/11.3.1627. URL consultato il 5 ottobre 2024.
- (EN) Farokhkish B., Effects of electrofishing removal on the Channel Catfish, Ictalurus punctatus, population in the San Juan River, New Mexico, in Doctoral dissertation, Montana State University-Bozeman, College of Agriculture, 2012. URL consultato il 9 ottobre 2024.
- (EN) Gozlan R.E., Britton J.R., Cowx I. e Copp G.H, Current knowledge on non-native freshwater fish introductions (PDF), in Journal of Fish Biology, vol. 76, 2010,  pp. 751-786, DOI:10.1111/j.1095-8649.2010.02566.x. URL consultato il 5 settembre 2024.
- (EN) Hanel L., Plesník J., Andreska J., Lusk S., Novák J. e Plíštil J., Alien fishes in European waters (PDF), in Bulletin Lampetra, vol. 7, 2011,  pp. 148-185. URL consultato il 7 settembre 2024.
- (EN) Iftime A. e Iftime O., Alien fish, amphibian and reptile species in Romania and their invasive status: a review with new data, in Travaux du Muséum National d’Histoire Naturelle "Grigore Antipa", vol. 64, n. 1, 2021,  pp. 131-186, DOI:10.3897/travaux.64.e67558. URL consultato il 7 settembre 2024.
- (EN) Interesova E., Vilizzi L. e Copp G.H., Risk screening of the potential invasiveness of non-native freshwater fishes in the River Ob basin (West Siberian Plain, Russia), in Regional Environmental Change, vol. 20, n. 2, 2020,  p. 10, DOI:10.1007/s10113-020-01644-3. URL consultato il 7 settembre 2024.
- (EN) Kvach Y. e Kutsokon Y., The non-indigenous fishes in the fauna of Ukraine: a potentia ad actum (PDF), in BioInvasions Records, vol. 6, n. 3, 2017,  pp. 269-279, DOI:10.3391/bir.2017.6.3.13. URL consultato il 9 settembre 2024.
- (EN) Leunda P., Impacts of non-native fishes on Iberian freshwater ichthyofauna: current knowledge and gaps (PDF), in Aquatic Invasions, vol. 5, n. 3, 2010,  pp. 239-262, DOI:10.3391/ai.2010.5.3.03. URL consultato il 10 settembre 2024.
- (EN) Ligas A., First record of the channel catfish, Ictalurus punctatus (Rafinesque, 1818), in central Italian waters, in Journal of Applied Ichthyolgy, vol. 24, 10 gennaio 2008,  pp. 632–634, DOI:10.1111/j.1439-0426.2008.01111.x. URL consultato il 29 marzo 2024.
- (EN) Luo D., Wei H., Chaichana R., Yang D., Gu D., Mu X., Xu M., Yang Y., Jin S. e Hu Y., Current status and potential risks of established alien fish species in China, in Aquatic Ecosystem Health & Management, vol. 22, n. 4, 2019,  pp. 371-384, DOI:10.1080/14634988.2019.1693226. URL consultato il 9 ottobre 2024.
- (EN) Moghaddas S.D., Abdoli A., Kiabi B.H., Rahmani H., Vilizzi L. e Copp G.H., Identifying invasive fish species threats to RAMSAR wetland sites in the Caspian Sea region—A case study of the Anzali Wetland Complex (Iran), in Fisheries Management and Ecology, vol. 28, n. 1, 2021,  pp. 28-39, DOI:10.1111/fme.12453. URL consultato il 13 ottobre 2024.
- (EN) Mumladze L., Kuljanishvili T., Japoshvili B., Epitashvili G., Kalous L., Vilizzi L. e Piria M., Risk of invasiveness of non-native fishes in the South Caucasus biodiversity and geopolitical hotspot, in NeoBiota, vol. 76, 2022,  pp. 109-133, DOI:10.3897/neobiota.76.82776. URL consultato l'8 settembre 2024.
- (EN) Muñoz-Mas R. e García-Berthou E., Alien animal introductions in Iberian inland waters: An update and analysis (PDF), in Science of the Total Environment134505, 2020,  p. 134505, DOI:10.1016/j.scitotenv.2019.134505. URL consultato il 10 settembre 2024.
- (EN) Musil J., Jurajda P., Adámek Z., Horký P. e Slavík O., Non-native fish introductions in the Czech Republic – species inventory, facts and future perspectives, in Journal of Applied Ichthyology, vol. 26, 2010,  pp. 38-45, DOI:10.1111/j.1439-0426.2010.01500.x. URL consultato il 6 settembre 2024.
- (EN) Nehring S. e Gollasch S., National checklist for aquatic alien species in Germany (PDF), in Aquatic invasions, vol. 1, n. 4, 2006,  pp. 245-269, DOI:10.3391/ai.2006.1.4.8. URL consultato l'8 settembre 2024.
- (EN) Paunović M., Csányi B., Simonović P. e Zorić K., Invasive Alien Species in the Danube, in The Danube River Basin, 2015,  pp. 389-409, DOI:10.1007/698_2015_376. URL consultato il 9 settembre 2024.
- (EN) Perdikaris C., Gouva E. e Paschos I., Alien fish and crayfish species in Hellenic freshwaters and aquaculture, in Reviews in Aquaculture, vol. 2, 2010,  pp. 111-120, DOI:10.1111/j.1753-5131.2010.01029.x. URL consultato il 10 settembre 2024.
- (EN) Perdikaris C., Koutsikos N., Vardakas L., Kommatas D., Simonović P., Paschos I., Detsis V., Vilizzi L. e Copp G.H., Risk screening of non-native, translocated and traded aquarium freshwater fishes in Greece using Fish Invasiveness Screening Kit, in Fisheries Management and Ecology, vol. 23, n. 1, 2016,  pp. 32-43. URL consultato il 10 settembre 2024.
- (EN) Quigley D.T.G., A review of the introduction of North American Catfishes (Siluriformes: Ictaluridae: Ameiuridae) into Eurasian and Irish freshwaters, in Irish Naturalists’ Journal, vol. 37, n. 2, 2021,  pp. 126-136. URL consultato il 6 settembre 2024.
- (EN) Radinger J., Alcaraz‐Hernández J.D. e García‐Berthou E., Environmental filtering governs the spatial distribution of alien fishes in a large, human‐impacted Mediterranean river, in Diversity and Distributions, vol. 25, n. 5, 2018,  pp. 701-714, DOI:10.1111/ddi.12895. URL consultato il 10 settembre 2024.
- (EN) Radočaj T., Špelić I., Vilizzi L., Povž M. e Piria M., Identifying threats from introduced and translocated non-native freshwater fishes in Croatia and Slovenia under current and future climatic conditions, in Global Ecology and Conservation, vol. 27, 2021,  pp. e01520, DOI:10.1016/j.gecco.2021.e01520. URL consultato il 10 settembre 2024.
- (EN) Semechenko V., Grabowska J., Grabowski M., Rizevsky V. e Pluta M., Non-native fish in Belarusian and Polish areas of the European central invasion corridor, in Oceanological and Hydrobiological Studies, vol. 40, 2011,  pp. 57-67, DOI:10.2478/s13545-011-0007-6. URL consultato il 5 settembre 2024.
- (EN) Stănescu F., Rozylowicz L., Tudor M. e Cogălniceanu D., Alien Vertebrates in Romania – A Review, in Acta Zoologica Bulgarica, vol. 72, n. 4, 2020,  pp. 583-595. URL consultato il 7 settembre 2024.
- (EN) Telcean I. C., Cupşa D., Covaciu-Marcov S.D. e Sas I., The fishfauna of the Crişul Repede river and its threatening major factors, in Acta Agraria Debreceniensis, vol. 25, 2007,  pp. 13-18, DOI:10.34101/actaagrar/25/3031. URL consultato il 7 settembre 2024.
- Teletchea F. e Beisel J.N., Alien fish species in France with emphasis on the recent invasion of gobies, in Biological resources of water, 2018,  pp. 75-92.
- (EN) Trichkova T., Todorov M., Kenderov M., Hubenov Z., Botev I., Stefanov T., Georgiev D. e Jurajda P., Invasive Alien Species of Benthic Macroinvertebrates and Fish in the Bulgarian Sector of the Danube River—Results of the Joint Danube Survey 4 (JDS4), in Water, vol. 14, n. 15, 2022,  p. 2299, DOI:10.3390/w14152299. URL consultato il 9 settembre 2024.
- (EN) Yoshida M., Distribution patterns of non-native channel catfish Ictalurus punctatus in Japan and its behavioral characteristics related to flow conditions, in Tesi di dottorato, 2017. URL consultato il 3 ottobre 2024.
- Wittenberg R., Kenis M., Blick T., Hänggi A., Gassmann A. e Weber E., An inventory of alien species and their threat to biodiversity and economy in Switzerland, Delémont, . CABI Bioscience Switzerland Centre report to the Swiss Agency for Environment, Forests and Landscape, 2005.

### Pesca e acquacoltura
- (EN) Arias C.R., Cai W., Peatman E. e Bullard S.A., Catfish hybrid Ictalurus punctatus × I. furcatus exhibits higher resistance to columnaris disease than the parental species (PDF), in Diseases of aquatic organisms, vol. 100, n. 1, 2012,  pp. 77-81, DOI:10.3354/dao02492. URL consultato il 29 settembre 2024.
- (EN) Fantini-Hoag L., Hanson T., Kubitza F., Aparecido Povh J., Corrêa Filho R.A.C. e Chappell J., Growth performance and economic analysis of hybrid Catfish (Channel Catfish Ictalurus punctatus♀× Blue Catfish, I. furcatus♂) and Channel Catfish (I. punctatus) produced in floating In-Pond Raceway System, in Aquaculture Reports, vol. 23, 2022,  p. 101065, DOI:10.1016/j.aqrep.2022.101065. URL consultato il 29 settembre 2024.
- (EN) McCauley R. e Beitinger T., Predicted effects of climate warming on the commercial culture of the channel catfish, Ictalurus punctatus, in GeoJournal, vol. 28, 1992,  pp. 61-66, DOI:10.1007/BF00216407. URL consultato il 5 ottobre 2024.
- (EN) Scheld A.M., Calhoun W.R., Gilsinan G.B. e White S.B., Market development for an invasive fish species: Blue catfish in the Chesapeake Bay, US, in Fisheries Research, vol. 278, 2024,  p. 107099, DOI:10.1016/j.fishres.2024.107099. URL consultato il 13 ottobre 2024.
- (EN) Zhou Z., Dai Y., Yuan Y. e He Y.Zhou J., Status, Trends, and Prospects of the Channel Catfish Industry in China and the impact of the Covid-19 epidemic, in The Israeli Journal of Aquaculture, vol. 73, 2021,  pp. 1-9, DOI:10.46989/001c.27636. URL consultato il 29 settembre 2024.